# Barham (Cambridgeshire)
Barham is een dorp (village en civil parish) in het Engelse graafschap Cambridgeshire. Het dorp ligt in het district Huntingdonshire en telt ca. 75 inwoners.